# 香茅
香茅是禾本科香茅屬（学名：Cymbopogon）約55種芳香性植物的統稱，也叫香麻，為常見的香草之一。最適種植於海拔50至500公尺，排水良好之山坡地。

## 特性與用途
香茅油呈黃褐色，放出特異清爽之香氣。主要用途為煉製香精、人工香料、及香水之原料。亦可用於驅除蚊蟲侵蝕等之用途。
然而因中文社會對香茅與檸檬草的定義不嚴謹，西方社會同樣因"lemon grass"的名稱而造成混淆。香茅主要有作為食用烹調的檸檬草，以及作為提煉香茅油的亞香茅，兩者同隸屬於香茅属，葉子外觀細長，類似芒草。
柠檬草盛產於東南亞，或以莖幹或粉末的形式出現於調味料市場；亚香茅由於本身口感不佳，專用於工業提煉精油。坊間偶有紅香茅的名詞出現，是指亚香茅與檸檬草相比較，葉子根部多呈現紅色。
至於另一個容易因名稱而混淆、也用於烹飪的檸檬草，學名為 Cymbopogon citratus 或 Cymbopogon flexuosus，葉子細長，與香茅屬的其他植物相似。

## 生產國家
瓜地馬拉、印度、中國大陸、巴拉圭、英國、斯里蘭卡等國家和印尼、非洲、中南美洲部分地區。

## 應用

### 鮮草與乾草
檸檬香茅草全草均可使用，鮮草或乾燥的植株葉片與莖稈均具有濃郁的檸檬香味。在亞洲地區的印度、越南、泰國等國家，檸檬香茅草普遍應用於湯類和肉類食品的調味料，例如將葉片加入咖哩中。在印度，人們直接將香茅草揉碎置入清水，作為洗髮水和盥洗用水。檸檬香茅草亦可用於增添非酒精性飲料和烘焙食品的香味。目前，台灣中部的農民也將乾燥的香茅草加工製成枕頭販售。

### 香茅油
香茅油可直接作為香水、化妝品及肥皂、乳霜等加工產品的香精料。檸檬香茅精油屬於半乾性精油，芳香療法上被認為對油性皮膚有幫助。由於檸檬醛可作為合成香水及化妝品香精的原料，因此可自香茅油分餾出檸檬醛，作為軟性飲料、香皂、香水、化妝品及清潔劑的香精料，以及掩蓋許多工業產品的不良氣味等用途。

### 安全性與副作用
目前以檸檬香茅為原料的萃取物或精油經評估具安全性，可供食用或外用，尚無副作用的報告。不過，香茅精油具有刺激性，需適量使用，過量使用可能會造成紅腫。

### 藥用用途
傳統或民俗醫療應用上，香茅草被認為具有袪風及驅蟲作用。在中草藥歸類上，其性味被歸為辛、溫，作用為祛風除濕、消腫止痛。此外，相關研究報告指出檸檬香茅精油具有鎮靜及抗微生物作用，而蜿蜒香茅精油則具有抗真菌作用。

##### 功效
- 香茅草在醫學領域的用途很廣泛，如用作止痛藥治療肌肉緊張和痙攣，蚊蟲叮咬的消炎藥，並且是一種治療不同皮膚疾病的抗菌和抗真菌療法等。

- 香茅草藥還能調節消化，緩解發燒和頭痛，以及減輕咳嗽。此外，有人認為香茅草能幫助減輕抑鬱症狀，並且有改善情緒的作用。

### 生理用途
香茅用於感冒、盜汗、多汗症、虛寒、頭痛、偏頭痛、神經痛、痤瘡皮膚感染。香茅精油是非常好的空氣清香劑，不管是油漆味、油煙味、腐臭味、魚腥味等，都可以利用它來去除。

### 居家使用
香茅的新鮮葉片也可以用於煮水，攝入後能緩解胃脹氣、便秘和腹瀉等消化系統不適。發燒病人也可以喝一些香茅草茶來誘導出汗並幫助身體冷卻。其他可以喝香茅草泡水緩解的疾病包括感冒、流感、嘔吐和高血壓等。香茅草茶也被認為能幫助排除體內毒素。

## 臺灣香茅發展史
西元1913年，日本人岩元清從爪哇移植了一批香茅草到臺灣，在苗栗松本農場大量種植成功，開啟了臺灣香茅草栽植事業。

西元1950年，台灣的香茅油產量達360公噸，並逐年增加。1951年，荷蘭人撤出獨立後的印尼，當地的香茅油產量大受影響，台灣香茅油趁勢崛起，產量居世界第一，苗栗縣產量占全台80%。1964年，台灣香茅油產量達到頂峰，年產量為3,600公噸。此後，由於生產成本增加，外銷逐漸減少，但仍維持每年約2,000噸。1967年，台灣香茅油外銷日本佔77%，印度15%，美國2%，印尼2%，其他如西班牙、義大利等國也有少量。
西元1967年，人工合成的香茅油發明問世，香茅油價格大跌，此後香茅草也就少人種植了。
香茅曾經為台灣帶來驚人的財富。一年三穫，一甲山坡地約可產出9桶香茅油，每桶約7至10公斤。雖然價格起伏頗大，但以二戰後的價格而言，每桶均價約新台幣1,800元，契作價格更高，相當於當時一般工人900天的薪資。因此，有「一桶香茅油換一間民宅」的說法。

## 關聯項目
- 香茅油（Citronella oil，主要從亚香茅提煉。）
- 香茅草（烹飪用： 柠檬草，驅蚊蟲：亚香茅）

## 延伸阅读
[在维基数据编辑]
 《欽定古今圖書集成·博物彙編·草木典·茅部》，出自陈梦雷《古今圖書集成》